# Heiligeneich
Heiligeneich ist eine Ortschaft in der Katastralgemeinde Moosbierbaum der Marktgemeinde Atzenbrugg, Niederösterreich.

## Geografie
Das Haufendorf befindet sich einen Kilometer nordwestlich von Atzenbrugg und wird von der Traismaurer Straße (B43) und der Landesstraße L115 erschlossen. Das ursprüngliche Straßendorf ist in der zweiten Hälfte des 20. Jahrhunderts stark angewachsen und breitete sich in alle Richtungen aus.

## Geschichte
Laut Adressbuch von Österreich waren im Jahr 1938 in Heiligeneich ein Arzt, ein Apotheker, ein Bäcker, zwei Bierniederlagen, ein Brunnenbauer, ein Elektrotechniker, ein Fahrradhändler, zwei Fleischer, zwei Friseure, ein Kurzwarenhändler, drei Gastwirte, fünf Gemischtwarenhändler, ein Glaser, ein Installateur, ein Kürschner, ein Landesproduktehändler, ein Maler, ein Maurermeister, ein Rauchfangkehrer, ein Sattler, zwei Schlosser, zwei Schneider und eine Schneiderin, drei Schuster, ein Seiler, ein Sodawassererzeuger, zwei Spengler, ein Trafikant, zwei Tischler, ein Uhrmacher, zwei Viktualienhändler, ein Zuckerwarenhändler und ein Landwirt ansässig. Zudem gab es im Ort ein Kino, ein Kaffeehaus und eine Sparkasse.

## Kultur und Sehenswürdigkeiten
- Katholische Pfarrkirche Heiligeneich Hll. Philippus und Jakobus

## Öffentliche Einrichtungen
In Heiligeneich befindet sich ein Kindergarten und eine Volksschule.

## Persönlichkeiten
- Matthias Eisterer (1849–1919), Geistlicher, Redakteur und Reiseschriftsteller
- Walter Vogler (1904–1936), Oberleutnant der Luftstreitkräfte und Militärpilot im Bundesheer der Ersten Republik, seit 1966 ist er Namensgeber für den Fliegerhorst Vogler in Hörsching bei Linz[4][5][6]